# Anthony Tolliver
Anthony Lamar Tolliver (Springfield, 1º giugno 1985) è un ex cestista statunitense.